# (170026) 2002 VV2
170026 (2002 VV2) là một tiểu hành tinh vành đai chính được phát hiện ngày 4 tháng 11 năm 2002 bởi James Whitney Young ở Đài thiên văn Núi bàn gần Wrightwood, California.